# Japon aux Jeux olympiques d'été de 1928
Le Japon participe aux Jeux olympiques d'été de 1928 à Amsterdam aux Pays-Bas.
L'équipe olympique japonaise, composée de 43 sportifs, se classe, avec cinq médailles, au quinzième rang du classement des nations.

## Contexte
En mai 1928, les 5e jeux du sanctuaire Meiji, organisés pour la première fois en 1924, permettent de sélectionner les sportifs dans les différentes épreuves des Jeux d'été à Amsterdam. Au cours de ces sélections nationales, en améliorant les records du monde du 100 m et du saut en longueur, la jeune athlète de 21 ans : Kinue Hitomi, se fait remarquer et devient la première femme à intégrer la délégation olympique japonaise.

## Liste des médaillés japonais

### Médailles d'or
| Sport              | Discipline       | Sportifs          | Performance       |
| Médailles d'or : 2 |                  |                   |                   |
| Athlétisme         | Triple saut (H)  | Mikio Oda         | 15,21 m           |
| Natation           | 200 m brasse (H) | Yoshiyuki Tsuruta | 2 min 48 s 8 (RM) |

### Médailles d'argent
| Sport                  | Discipline               | Sportifs                                                 | Performance  |
| Médailles d'argent : 2 |                          |                                                          |              |
| Athlétisme             | 800 m (F)                | Kinue Hitomi                                             | 2 min 17 s 6 |
| Natation               | 4 x 200 m nage libre (H) | Nobuo Arai Tokuhei Sada Katsuo Takaishi Hiroshi Yoneyama | 9 min 41 s 4 |

### Médailles de bronze
| Sport                   | Discipline           | Sportifs        | Performance  |
| Médailles de bronze : 1 |                      |                 |              |
| Natation                | 100 m nage libre (H) | Katsuo Takaishi | 1 min 00 s 0 |